# محمد عكاشة
محمد عكاشة (1882 - 2 أغسطس 1982) هو قارئ قرآن مصري، ويعد أحد أعلام هذا المجال البارزين.

## سيرته
وُلِدَ في قرية أبو رجوان القبلي بمركز البدرشين في محافظة الجيزة عام 1882، وترعرع وسط عائلته «القصير»، التي كانت حريصة على القرآن الكريم، جاء إلى القاهرة، حيث عاش في حي المنيرة بالقاهرة فترة صباه وشبابه.

## مسيرته
حَفِظَ الشيخ القرآن الكريم كاملاً، وتعلم أحكامه و قراءاته على يد الشيخ أحمد ندا مؤسس دولة التلاوة، ذاع صيته بين جميع أنحاء مصر حيث كان يقرأ في الليالي الدينية و في المآتم، خاصة في شهر رمضان.
وفي العِشرينات، عَيَّنَهُ الزعيم سعد زغلول قارئاً لمسجد السلطان الحنفي في حي السيدة زينب، وقد شهدت هذه الفترة شهرة الشيخ حيث كان يقرأ في قصر عابدين مع مشاهير القراء أمثال المشايخ (مصطفى إسماعيل- أبو العينين شعيشع - عبد الفتاح الشعشاعي -طه الفشني)، وقد قرأ الشيخ 28 سورة من السور الكبار بداية من (سورة البقرة و حتى سورة العنكبوت).

## منعه
و كان الشيخ ممن قرأوا في افتتاح الإذاعة عام 1934، إلَّا أنَّهُ سبب مجهول يجعل الإذاعة المصرية تمنع إذاعة تسجيلاته عبر أثيرها، الأمر الذي جعل إذاعة بريطانيا تتعاطف معه و تعاقدت معه لتقوم بإذاعة و تسجيل ستة عشر شريطاً.

## وفاته
عاش الشيخ قرابة 100 عاماً حتي توفي عام 1982.